# E O Resto São Cantigas
E o Resto São Cantigas foi um programa da RTP1, emitido em 1981, apresentado por Raul Solnado, Carlos Cruz e Fialho Gouveia.

## Conceito
No programa "E O Resto São Cantigas" foram recordados músicos e compositores que fizeram a época áurea da música ligeira portuguesa. 
Raul Solnado desempenhava o personagem Zé Canal. A actriz Vera Mónica desempenhava vários papéis.

## Programas
Os compositores recordados no programa eram alguns dos maiores nomes da canção ligeira portuguesa.
Frederico de Brito (1894-1977) é o autor de canções como "Janela Virada para o Mar" e "Canoas do Tejo".
Fernando de Carvalho (1913-1967) é autor de músicas para Amália ou Simone. É o autor da música de "Catraia do Porto".
Raul Ferrão (1890-1953) é autor da célebre canção "Coimbra". Foi recordado pelo seu filho Ruy Ferrão.
Frederico de Freitas (1902-1980) foi o autor da "Novo Fado da Severa". Foi bastante eclético. Já falecido foram apresentadas imagens de arquivo.
A canção mais conhecida do Maestro Belo Marques (1898-1986) é "Alcobaça" na voz de Maria de Lourdes Resende.
António Melo é o autor de músicas como "Cantiga da Rua", "A Minha Casinha" ou "Fado das Trincheiras".
João Nobre (1916-) foi o autor de canções como "Oração", "Canção do Ribatejo" e "Não venhas Tarde".
Raul Portela (1889-1942) é autor de clássicos como "Lisboa Antiga", " A Canção de Lisboa" e "Aldeia da Roupa Branca".
Amália e outros cantores cantam as "Carvoeiras" com letra de Vasco Sequeira e música de Frederico Valério (1913-1982) no programa dedicado ao compositor. 
A Valentim de Carvalho lançou um álbum com temas das revistas "Champanhe Saloio", "Não Faças Ondas", Pr'a Frente Lisboa" e ainda os temas "Zé Canal" e "Rosa Araújo".
Compositores recordados no programa:
- Frederico de Brito
- Fernando de Carvalho
- Raul Ferrão
- Frederico de Freitas
- Belo Marques
- António Melo
- João Nobre
- Raul Portela
- Frederico Valério